# Szlak Pobrzeża Rewalskiego

Szlak Pobrzeża Rewalskiego – niebieski znakowany szlak turystyczny w województwie zachodniopomorskim.

## Charakterystyka
Szlak przebiega w pobliżu kilku drzew uznanych za pomniki przyrody.

## Przebieg szlaku
- Pobierowo
- Gostyń
- Dreżewo
- Trzęsacz